# Anders Örbom
Anders Örbom, född 9 maj 1675 i  Örebro, död 25 maj 1740, var en svensk kapten i svenska armén som tillfångatogs i slaget vid Poltava och fördes som krigsfånge till Sibirien.

## Biografi
Örbom har angetts född i Örebro 1675, vilket inte är bekräftat i några primärkällor. Enligt samma gamla traditioner ska hans far ha hetat Brask och varit domare eller rådman. Troligare verkar att Örbom var ett etablerat soldatnamn för hans regemente. Anders Örbom tog värvning 1691 och deltog i fälttåget på Själland år 1700. Den 7 juli 1701 bröt hären upp från lägret och korsade floden Zapadnaja Dvina i Lillryssland 9 juli. Där besegrade de den saxiska hären och tog omkring 700 fångar. Örbom deltog i slaget vid Fraustadt 3 februari 1706 och befordrades till löjtnant i Jämtlands dragonregemente. Han deltog 4 juli 1708 i slaget vid Holowczyn, en stad i Vitryssland, vid floden Vabitj. Han kan ha deltagit i slagen vid Pułtusk, Lemberg, och Rakowitz. Under slaget vid Holowczyn skadades Örboms ansikte av en kula. Kulan fanns kvar i hans skalle livet ut.

### Fångenskap
Örbom tillfångatogs vid i Perevolotjna i Lillryssland 1 juli 1709. Han togs till Sibirien som krigsfånge jämte andra officerare som tillfångatogs i slaget vid Poltava. Örbom äktade Anna Elisabeth von Rohr (1701–1744) 5 september 1719 i Solikamsk i Sibirien. Annas far var Joakim von Rohr, överstelöjtnant och befälhavare på Dalarö skans; hennes mor var Katarina Charlotta Klingenberg. Anders och Elisabeth Örbom fick sitt första barn i Sibirien: sonen Anders (1720–1783), som sedermera blev kapten i armén och äktade Christina Ruuth.

### Återkomsten
Örbom återvände till Sverige 1721 eller 1722 efter tretton års fångenskap. Han befordrades till ryttmästare i Jämtlands kavallerikompani, och 1727 blev han skvadronschef. Han bodde i Brunflo och på Rödön. Makarna Örbom fick sammanlagt sex söner, varav fem blev officerare vid Jämtlands regemente. Carl Örbom var son till en av dessa.

### Död
Örbom dog 25 maj 1740 och begravdes på Rödön 5 juni samma år.